# Касевич, Вадим Борисович
Вади́м Бори́сович Касе́вич (21 сентября 1941, Свердловск — 26 мая 2023, Санкт-Петербург) — советский и российский лингвист, востоковед, буддолог, бирманист. Доктор филологических наук. Один из авторов «Лингвистического энциклопедического словаря».

## Биография
В 1963 году окончил восточный факультет ЛГУ имени А. А. Жданова по специальности «китайская филология».
В 1968 году в ЛГУ имени А. А. Жданова защитил диссертацию на соискание учёной степени кандидата филологических наук по теме "Основные вопросы фонологической структуры бирманского языка".
В 1981 году защитил диссертацию на соискание учёной степени доктора филологических наук по теме «Фонологические проблемы общего и восточного языкознания» (специальность 10.02.19 — теория языка).
Профессор кафедры китайской филологии восточного факультета и кафедры общего языкознания филологического факультета, заведующий кафедрой междисциплинарных исследований в области языков и литературы Факультет свободных искусств и наук СПбГУ, проректор СПбГУ по учебно-методическим объединениям.
Главный редактор журнала «Язык и речевая деятельность», издаваемого Санкт-Петербургским лингвистическим обществом. Вице-президент Лингвистического общества Санкт-Петербурга. Заведующий лабораторией по применению вычислительных методов в гуманитарных исследованиях.
Как приглашённый профессор читал лекции в Университете Гумбольдта в Берлине (1982), в Беркли и Калифорнийском университете (1990), в Сорбонне (1994), в Утрехтском университете (1998).
Основные труды — по общему языкознанию, типологии, фонологии, морфонологии, акцентологии, морфологии, синтаксису, семантике, философии языка, психолингвистике, перцептивной фонетике, языкам Юго-Восточной Азии, бирманскому языку. Автор более 300 научных публикаций, в числе которых 10 монографий.
Скончался 26 мая 2023 года на 82-м году жизни.

## Научные труды

### Монографии
- Элементы общей лингвистики. М.: Наука, ГРВЛ, 1977. — 183 с.
- Фонологические проблемы общего и восточного языкознания. М. Наука, ГРВЛ, 1983.- 295 с.
- Морфонология. Л.: Изд-во Ленингр. ун-та, 1988.
- Семантика. Синтаксис. Морфология. М.: Наука, ГРВЛ, 1988. — 311 с.
- Ударение и тон в языке и речевой деятельности. СПб.: Издательство СПбГУ, 1990. Л.: Изд-во Ленингр. ун-та, 1990. — 248 с. (Соавт. Е. М. Шабельникова, В. В. Рыбин)
- Проблемы восприятия речи. СПб.: Изд-во СПбГУ, 1994. — 232 с. (Соавт. А. В. Венцов)
- Буддизм. Картина мира. Язык. СПб.: Центр «Петербургское востоковедение», 1996. — 288 с.
- Труды по языкознанию: В 2 т.: Т. 1. / Под ред. Ю. А. Клейнера. СПб.: Филологический факультет СПбГУ, 2006. — 663 с. (Ars Philologica).

### Статьи
на русском языке
- О типологической классификации языков Юго-Восточной Азии по фонологическим признакам // Филология и история стран зарубежной Азии и Африки: Научн. конф. Восточного факультета ЛГУ: Тез. докл. Л. 1974, С. 24-26.
- Пассивные конструкции в бирманском языке // Типология пассивных конструкций. Л. 1974. — С. 91-98.* Проблема предмета языкознания // Вестник Ленинградского университета. № 14. Вып. 3. 1974, С. 111—117.
- Интерференция фонологии, морфонологии, орфографии в речевой деятельности // Звуковой строй языка / Отв. ред. Р. И. Аванесов. М.: Наука. 1979. — С. 137—143.
- Сегментные и супрасегментные единицы в восприятии речи // Фонология. Фонетика. Интонология: Материалы к IX Международному конгрессу фонетических наук. М. 1979. — С. 89-97. (Соавт. Е. М. Шабельникова)
- Словесная разборчивость, тип языка и стратегии восприятия речи // Проблемы инженерной психологии: VI Всесоюзная конф. по инженерной психологии: Тез. докл. Вып. III, Ч. 1. Л. 1984, С. 197—199. (Соавт. В. В. Рыбин, Е. М. Шабельникова)
- Языковые структуры и когнитивная деятельность // Язык и когнитивная деятельность. М.: Наука. 1989. — С. 8-18.
- Типология языков и типология культур // Типологическое и сопоставительное изучение славянских и балканских языков: Межреспубликанская конф.: Тез. докл. М. 1993, С. 17-19.
- Нуль, немаркированность и нейтральность // 100 лет Р. О. Якобсону: Междунар. конгресс: Материалы.// М., 1996. C. 63.
- Типология языков и восприятие речи // Гуманитарная наука в России: Соросовские лауреаты. М. 1996. — С. 269—274. (Соавт. А. В. Венцов, Е. В. Ягунова)
- Язык, этнос и самосознание // Язык и речевая деятельность. Т. 2. СПб.: Изд-во СПбГУ, 2000. — С. 69-79; От редактора // Там же. C. 5-6.

на других языках
- Zero in phonological description Chinese and Burmese // Word[англ.]. 1970, Vol. 26. № 6. P. 362—372. (With N. A. Speshnev)

### Лингвистический энциклопедический словарь
- Акцентология // Лингвистический энциклопедический словарь. М.: Советская энциклопедия, 1990. — С. 24-25.
- Бирманский язык // Лингвистический энциклопедический словарь. М.: Советская энциклопедия, 1990. — С. 75.
- Каренские языки // Лингвистический энциклопедический словарь. М.: Советская энциклопедия, 1990. — С. 213.
- Мора // Лингвистический энциклопедический словарь. М.: Советская энциклопедия, 1990. —  С. 310.
- Слоговые языки // Лингвистический энциклопедический словарь. М.: Советская энциклопедия, 1990. — С. 470—471.
- Фонация // Лингвистический энциклопедический словарь. М.: Советская энциклопедия, 1990. — С. 552.